# 高知中學校及高等學校
高知中學校及高等學校是位於日本高知縣高知市北端町地區的私立完全中學。
該校棒球部從1960年代開始多次參加全國高等學校棒球錦標賽和選拔高等學校棒球大會，至今兩項賽事分別已累積參加超過10次，並分別取得兩項賽事優勝一次。

## 歷史
學校的前身可以追溯至1899年成立的「江陽學舎」，1903年更名為「江陽學校」，1916年江陽學校開始設立簡易商業科，1918年改為商業補修學校，並在1919年改制為實業學校後成為「城東商業學校」。
1944年校方另設立「高知女子商業學校」，兩年後更名為「橘高等女學校」，不過在1948年配合日本的學制改革將原本的城東商業學校及橘高等女學校整併為「城東中學校及高等學校」，1956年再更名為「高知中學校及高等學校」。